# Дюгомье, Жак Франсуа
Жак Франсуа́ Дюгомье́ (фр. Jacques François Dugommier), от рождения и до 1785 года носил фамилию Коки́ль (Coquille; 1 августа 1738 — 18 ноября 1794) — французский генерал эпохи революционных войн. Был противником террора как во внутренней политике, так и на войне, и отказался подчиниться распоряжению Конвента не брать пленных.

## Биография
Жак Франсуа Кокиль родился 1 августа 1738 года на острове Гваделупе в богатой плантаторской семье Кокиль и рано избрал себе военную карьеру.
В 1759 году, во время Семилетней войны, принимал участие в защите Гваделупы против атак английского флота; в 1762 году сражался с англичанами на Мартинике.
В 1784 году, не удовлетворившись 25-летней военной службой в рядах колониальных королевских войск, вернулся в свои обширные поместья и занялся их устройством. В следующем году взял себе фамилию Дюгомье.
Революция снова вызвала Дюгомье на военное поприще, и он получил командование национальной гвардией острова Мартиника. Там он мужественно защищал Сен-Пьер, атакованный англичанами, но, не будучи в состоянии противодействовать захвату ими острова, вернулся в 1792 году на континент и сумел побудить французское правительство к поддержке колоний.
Назначенный — с чином бригадного генерала — в Итальянскую армию, Дюгомье скоро обратил на себя внимание Конвента и, произведённый в дивизионные генералы, сменил Карто в командовании армией, осаждавшей Тулон, взятый англичанами. Приняв план действий, выдвинутый Наполеоном, Дюгомье в декабре 1793 года вернул Тулон Франции.
В 1794 году Жак Франсуа Дюгомье был назначен командовать армией, оперировавшей в Восточных Пиренеях. Удачно действуя против испанцев и очистив от них французскую территорию, он был тяжело ранен при взятии форта Сент-Эльм и убит в сражении при Монтань-Нуар 18 ноября 1794 года.

## Посмертная слава
- Впоследствии имя Дюгомье было выбито на Триумфальной арке в Париже.
- В 1867 году его имя присвоено парижской улице 12 округа.
- Станция парижского метро 6-й линии носит его имя.

## Образ в кино
- «Наполеон» (немой, Франция, 1927) — актёр Александр Бернард
- «Наполеон: путь к вершине» (Франция, Италия, 1955) — актёр Жан-Франсуа Марсаль[фр.]